# 萊克波特鎮區 (明尼蘇達州哈伯德縣)
萊克波特鎮區（英語：Lakeport Township）是位於美國明尼蘇達州哈伯德縣的一個行政鎮區。

## 地方資料
萊克波特鎮區的面積為91.58平方千米，當中陸地面積為76.58平方千米，而水域面積為15.00平方千米。根據2020年美國人口普查的數據，當地共有人口840人，而人口密度為每平方千米9.17人。